# نوبيا تيكنولوجي
نوبيا تيكنولوجي هي شركة صينية لتصنيع الهواتف الذكية ومقرها في شنجن في غوانغدونغ. بدأت في الأصل كشركة فرعية مملوكة بالكامل لشركة زد تي إي في عام 2012 وأصبحت شركة مستقلة في عام 2015  وشكلت استثمارًا كبيرًا من Suning Holdings Group وSuning Commerce Group في عام 2016. خفضت ZTE حصتها في نوبيا إلى 49.9٪ في عام 2017 مما يعني رسميًا أن نوبيا لم تعد تعتبر شركة تابعة للشركة، بل شركة زميلة.
في فبراير 2016، أصبحت النوبة راعية لنادي جيانغسو سونينغ مقابل CN¥150 مليون.
استأجرت الشركة لاعب كرة القدم كريستيانو رونالدو للترويج للهاتف المحمول للشركة في مايو 2016.
في 13 أبريل 2020، كشفت شركة Nubia Technology عن شعار جديد تمامًا بالإضافة إلى رؤية علامتها التجارية الجديدة.